# Spoorlijn 119A
Spoorlijn 119A was een Belgische spoorlijn die Jumet met Marchienne-au-Pont verbond.

## Geschiedenis
De spoorlijn werd geopend op 8 maart 1880 door de Belgische Staat. Reizigersverkeer opgeheven tijdens of kort na de Tweede Wereldoorlog. De lijn werd opgebroken in 1966.

## Aansluitingen
In de volgende plaatsen was er een aansluiting op de volgende spoorlijnen:
Jumet-Brûlotte
Spoorlijn 119 tussen Châtelet en Luttre
Spoorlijn 121 tussen Lambusart en Wilbeauroux
Marchienne-Est
Spoorlijn 124 tussen Brussel-Zuid en Charleroi-Centraal
Spoorlijn 124A tussen Luttre en Charleroi-Centraal